# Scania SBA111

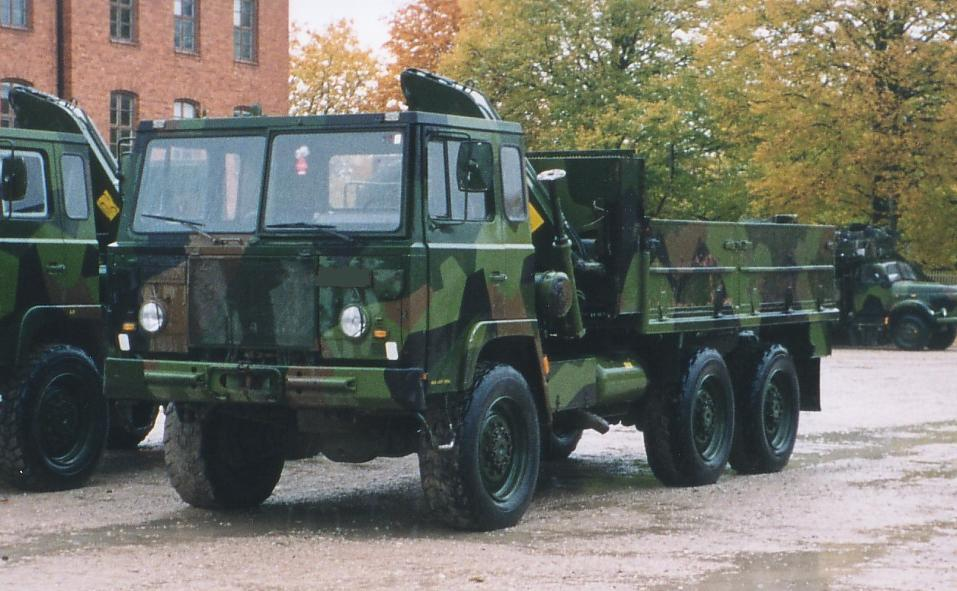
Scania SBAT111S

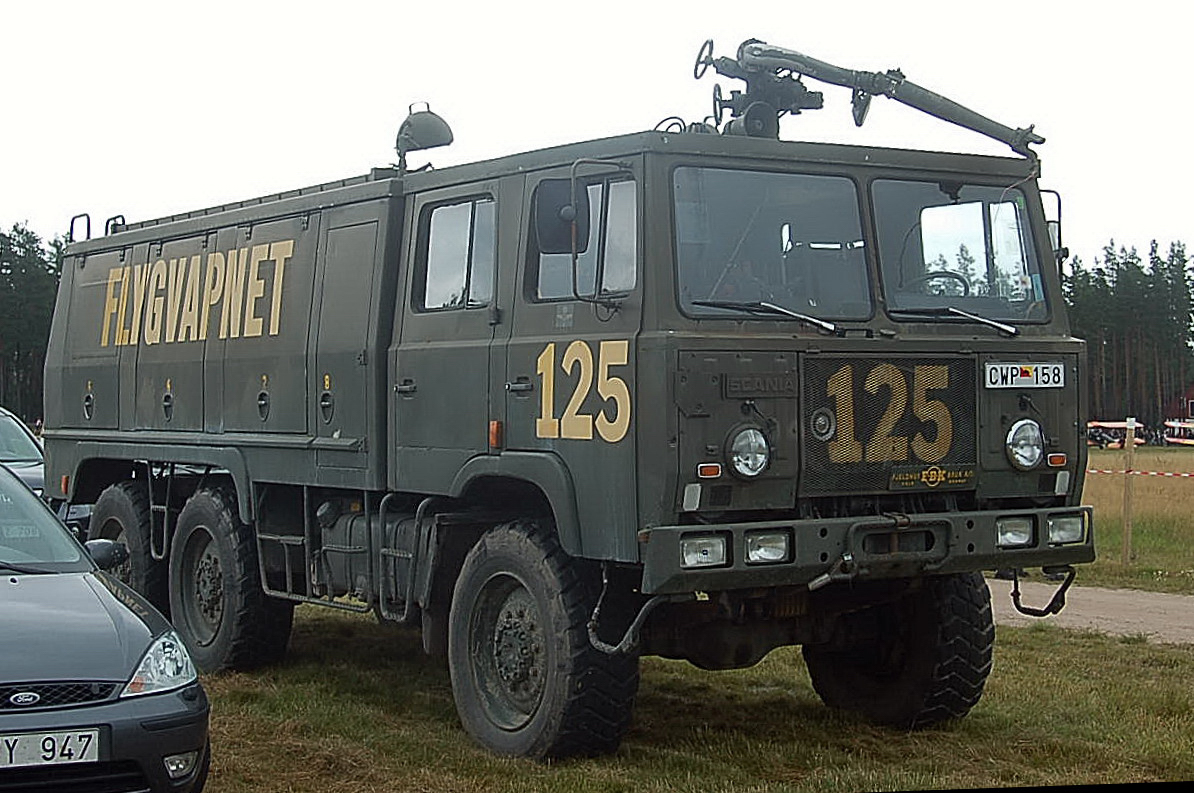
Räddningsterrängbil 4112

Scania SBA111 — среднетоннажный грузовой автомобиль повышенной проходимости, серийно выпускаемый шведской компанией Scania в период с 1975 по 1990 год. На разработку автомобиля Scania SBA111 было потрачено 1500 миллионов шведских крон. В армию поставлялось 2500 экземпляров.
Производство автомобиля завершилось в 1981 году, но было возобновлено в 1986 году в Индии.
Также автомобиль являлся гражданской продукцией.

## Эксплуатация
Автомобиль Scania SBA111 поставлялся в Китай, Ливию, Мозамбик, Исландию, Ирак, Индию и некоторые другие страны. В конце 1980-х годов в Египет поступило 590 экземпляров Scania SBA111.

## Модификации
- Scania SBAT111S
- Räddningsterrängbil 4112